# Max et Lili
 (avril 2021).
- Si vous ne connaissez pas le sujet, laissez ce bandeau (vous pouvez alors contacter les auteurs).
- Si vous supprimez le contenu mis en cause (vous pouvez préalablement contacter les auteurs),

argumentez précisément cette suppression dans la page de discussion
(un manque de référence n'est pas un argument ; une recherche réelle de référence doit avoir été effectuée, être formellement documentée).
Max et Lili est une série de bandes dessinées françaises éditée chez Calligram depuis 1992 dans la collection Ainsi va la vie. La série compte 135 tomes en septembre 2024. Ses auteurs sont Dominique de Saint-Mars (scénario) et Serge Bloch (illustrations).
La série est destinée aux jeunes enfants, de 8 à 14 ans. Elle traite des « problèmes de la vie » : chagrin d'amour (Lili a un chagrin d'amour), perte d'un proche (Grand-père est mort) ou encore pédophilie (Lili a été suivie).

## Synopsis
Max et Lili sont frère et sœur (lui le cadet, et elle l'aînée). Chaque tome porte sur un thème (autour de l'école, la famille, la vie sociale…) vécu par les enfants ou l'un de leurs proches, puis résolu ou du moins discuté avec leurs parents. L'ouvrage se termine toujours par quelques pages de questions destinées à l'enfant. Le caractère enfantin du trait et l'humour des histoires permettent de traiter en douceur des thèmes parfois difficiles : mort d'un grand-père, divorce, racket, maltraitance, alcoolisme d'un proche, mort d'un animal, harcèlement scolaire, etc.

## Personnages
- Max Martin : l'un des héros de l'aventure. Il a les cheveux roux et porte régulièrement un t-shirt rayé bleu et blanc et un short. Il est le cadet et est souvent jaloux de sa sœur Lili. C'est un garçon d’intelligence moyenne, qui a souvent de bonnes idées, surtout avec les copains. C'est aussi le plus petit de sa classe en taille, ce qui est sujet à moquerie de la part de Nicolas. Sa personnalité peut varier dans les différents tomes, il peut se montrer tantôt gentil, sensible et naïf, tantôt turbulent, agressif ou encore misogyne, ceci dans le but de mieux traiter les sujets évoqués.
- Lili Martin : l'une des héroïnes de l'aventure. Elle a les cheveux châtains en poireau et porte régulièrement une jupe rouge et une chemise blanche avec un motif de cœurs rouges. Elle est l'aînée et en profite pour se croire supérieure à Max, sans toutefois manquer à l'aider. Elle maltraite souvent ses amis et est souvent complexée par son physique (ex. : elle se trouve trop maigre) et a peur de rater, de ne pas plaire. Elle est également le souffre-douleur de Valentine. Comme Max, son caractère peut varier au fil des tomes, et peut être soit sensible et peu sûre d'elle, soit très confiante et taquine, surtout envers Max, ce qui dans le dernier cas peut l'éloigner de son entourage. Son émission de télévision préférée est Mon cœur à Santiago et elle adore les frites. De plus, elle fair preuve de naïveté et à tendance à dramatiser (par exemple : lorsqu'elle commence une grève de faim après avoir appris la légère possibilité qu'Hugo ne l'aime plus).
- Barbara Martin : la mère de Max et Lili. Elle a les cheveux châtains et bouclés. Elle surprotège souvent ses enfants et veut qu'ils soient grands, mais pense qu'ils ne peuvent pas l'être sans qu'elle reste dans leur dos. Elle est stricte mais reste aimante et attentive. Sa couleur préférée est le jaune.
- Paul Martin : le père de Max et Lili. Il a les cheveux blonds. Il essaie toujours d'avoir les meilleures idées possibles pour ses enfants et est régulièrement en désaccord avec sa femme au sujet de leur éducation. Il est strict dans les premiers albums et plus laxiste dans les derniers. Il est cependant relativement misogyne. Paul Martin est également instable. Par exemple : il se met en danger pour atteindre un lieu avec du wifi (Les parents de Max et Lili sont accros au portable). Il lui est aussi possible de se mettre en colère pour des raisons banales, ce qui peut insinuer qu'il possède des pensées violentes.
- Pluche : le chien de Max et Lili. Il meurt dans Le Chien de Max et Lili est mort.
- Pompon : le chat de Max et Lili.
- Plupluche : l'autre chien de Max et Lili après Le Chien de Max et Lili est mort. Par la suite, il est appelé Pluche.
- Clara : la meilleure amie de Lili. Elle a les cheveux blonds, bouclés en poireau et l'accompagne régulièrement au cours de ses aventures. Elle est secrètement amoureuse de Lili.
- Valentine : ennemie de Lili. Grande blonde, maigre, frimeuse et gâtée par sa mère, elle ne manque pas de raconter ses expériences à tout le monde et vient souvent à l'école dans une tenue extravagante. Malgré les apparences c'est une enfant délaissée par sa mère. On apprend aussi qu'elle n'a pas de papa dans La copine de Lili n'a pas de papa.
- Mapi Magali et Popi Marcel : les grands-parents paternels de Max et Lili. Ils sont de anciens hippies. Mapi pratique du qi gong. Popi fait du judo et c'est lui qui apprend l'importance du respect à Max. Cependant il détient encore un traumatisme en raison de son fils Benjamin (nommé après son frère) qui est mort d’un accident de voiture lorsqu’il était sous l’effet de drogue dure.
- Papi Léon et Mamie Alice : les grands-parents maternels de Max et Lili, dont le grand-père décède dans un des tomes Grand-Père est mort. Mamie est parfois appelée Mamita. Lili et Léon ont planté un arbre ensemble: Plus tard, Lili le visite avec Eric, le nouveau petit ami d'Alice, qui admet qu’il  avait des pensées suicidaires autrefois.
- Jérôme : le meilleur ami de Max. Il a des cheveux longs et châtains et porte des lunettes. Il l'accompagne régulièrement au cours de ses aventures.
- Nicolas : ennemi de Max qui veut lui coller la honte devant Juliette, voire devant tout le monde. Il se croit régulièrement le plus fort alors qu'il n'a pas ou peu d'amis. On apprend dans le tome Max se fait insulter à la récré qu'il est insulté par son frère, qui est probablement Bruno, celui avec qui il embête Max.
- Karine, Adi, Samuel, Frédo, Antoine et Michaël : amis de Max dans Max veut se faire des amis.
- Juliette : l'amoureuse de Max. Elle a les cheveux blonds et porte un serre-tête vert. Elle admire Max, mais le rejette aussi dans certains tomes.
- Hugo : l'amoureux de Lili. Il a les cheveux roux et est timide. Ça lui arrive aussi d'être avec Valentine, qui peut très bien lui piquer Hugo.
- Victor : le cousin de Max et Lili. C'est un adolescent. Dans le tome Le cousin de Max et Lili se drogue, il fume du cannabis.
- Luc : père de Victor. Dans le tome Max et Lili fêtent Noël en famille, on apprend qu'il est le frère de Paul et qu'ils sont fâchés depuis plus de dix ans. Mais ils finiront par se pardonner le soir du réveillon.
- Caroline : mère de Victor et femme de Luc, elle fera tout pour aller au réveillon avec son fils même si elle devait laisser son mari seul à la maison.
- Jérémy : copain de Max. Il est assez violent mais pas bien méchant avec ses amis. Dans un des tomes Jérémy est maltraité, on voit son père le maltraiter, ce qui est sûrement la cause de son agressivité.
- Robert : moniteur de la piscine de Lili. Il est très sévère.
- Michel : autre moniteur de la piscine. Plus gentil, il s'occupe de ceux qui sont moins à l'aise dans l'eau.
- Paul : camarade de classe de Lili.
- Marie : camarade de classe de Max. Elle est amoureuse de lui dans Max a une amoureuse.
- Murielle : camarade de classe de Lili. C'est aussi une rivale, car elle se bat pour Hugo dans Lili est amoureuse. Elle est par la suite laissée de côté au profit de Valentine, elle fait toutefois une petite apparition dans Lili veut faire une boum.
- Jennifer : ennemie de Lili, dans le tome 99 (Lili est harcelée à l'école), elle harcèle Lili avec Valentine et Sarah.
- Sarah : Considérée comme la troisième meilleur amie de Lili. Ses parents ont divorcé lorsqu'elle avait trois ans. Elle devient par la suite ennemie de Lili car elle harcèle Lili avec Valentine et Jennifer, elle est quand même plus sympathique que ces dernières. Elle redevient amie avec Lili.
- Claire : la maîtresse de Lili.
- Jean, dit Tonton Jeannot  : oncle de Max et Lili, alcoolique. Il est doué au Ping-pong et n'assume pas son passé de prisonnier.
- Marlène : une des meilleures copines de Lili. Elle est ronde et grignote beaucoup. Elle n'a jamais connu son père qui est parti avant sa naissance et ne veut pas la voir.
- Émilie : copine de Lili. Elle arrive en milieu d'année dans l'album Émilie a déménagé et a du mal à s'intégrer à l'école. Sa mère est gravement alcoolique, ce qui pose des problèmes dans leur relation. De plus, son père travaille beaucoup a l'étranger et est rarement présent. D'après certains garçons de la classe, c'est la chouchoute de la maîtresse (Lili trouve sa maîtresse méchante).
- Alex : un ami de Max qui est handicapé. Il est laissé seul par la bande de Max dans la cabane, ou il est ensuite trouvé par Lili. Il est amoureux d'Émilie (Émilie n'aime pas quand sa mère boit trop).
- Fabien : dans Lili se fait piéger sur Internet, c'est un adulte qui fait croire à Lili qu'elle peut effacer une photo sur Internet que Valentine a prise d'elle à la gym pour se venger d'elle.
- George: ami de Paul (père de Max et Lili )
- Kim : une camarade de classe de Max. Elle est d'origine chinoise et skype souvent ses grands-parents qui se trouvent en Chine. Elle est souvent manipulatrice et maligne (Max trouve que c'est pas juste). Elle possède cependant un faible pour Max. C'est une très bonne élève qui est débordée par ses activités et ses parents qui lui mettent de la pression.
- Léa : la cousine de Max et Lili. C'est la fille de Jean. Pendant que son père est en prison, Léa souffre des sentiments d'abandon et de colère. Elle a quatorze ans.
- Isabelle : la mère d'Émilie. Elle est alcoolique et se met souvent en colère et en danger.
- Thomas : le père d'Émilie.
- Lucien : garçon sans ami d'abord rejeté par Max et sa bande puis souffre-douleur. Il réussit cependant à s'intégrer après s'être cassé le bras à la suite d'un accident de voiture (Lucien n'a pas de copains).
- Manu : fils des meilleurs amis de Paul et Barbara.
- Virgile : l'autre fils des meilleurs amis de Paul et Barbara. Lili a un petit faible pour lui, ainsi que pour tout un autre groupe de garçons. (Max n'en fait qu'à sa tête).
- Crin Blanc : un cheval.
- Chocolat : un cheval.
- Jenny : mère de Valentine. Elle gâte sa fille et lui achète des vêtements sexy. Cependant elle porte peu de temps pour sa fille. Elle est aussi actrice, elle a joué le film "Rêve d'amour" (Lili a trop honte).
- Tom : camarade de classe de Max.
- Simon : camarade de classe de Max. Ses parents ont divorcé.
- Zoé : camarade de classe de Lili. Ses parents sont divorcés.
- Alexis : un adversaire de Max au tennis dans Max n'aime pas perdre.
- Brigitte : amie de Barbara (Lili est malpolie).
- Julien : garçon qui trouve la robe de Lili jolie dans Lili veut choisir ses habits.
- Louise : tante de Max et Lili.
- Bérénice : camarade de classe de Max.
- Fathia : camarade de classe de Max. Elle est d'origine africaine. Elle a été élue déléguée de la classe avec Max dans Max veut être délégué de classe.
- Yann : camarade de classe de Max. Il apparait uniquement dans Max se bagarre. Il semble être un ennemi de Max. Cependant, ils finissent tous par se réconcilier.
- Koffi : camarade de classe de Max. Il est d'origine africaine et se fait insulter par l'un de ses camarades dans Max et Koffi sont copains.
- Alain : père de Zoé.
- Madame Colbert : la directrice de l'école de Max et Lili.
- Dino : ami d'enfance de la mère de Max et Lili. Il habite à la campagne.
- Sonia : femme de Dino.
- Tim et Lola : enfants de Dino et Sonia. Ils sont faux jumeaux.
- Aline : amie de Barbara
- Eliott : camarade de classe de Lili. Il a des boutons d'acné sur le visage.
- Karim : camarade de classe de Lili. Il participe au club « Les Verts, amis de la Terre ». Il est amoureux de Sarah.
- Malika : camarade de classe de Lili.
- Gédéon : garçon de l'école de Max et Lili. Son père connaît le mari de la maîtresse de Lili.
- Benoît : ami de vacances de Lili.
- Gégé : guide de montagne au camping des flots bleus (Max et Lili font du camping). C'est un personnage rigolo qui s'occupe de Max quand il voit qu'il s'ennuie.
- Heidi : baby-sitter de Max et Lili.
- Agnès : belle-mère de Simon. Ce dernier a une relation compliquée avec elle car, selon lui, elle surprotège son fils et ne l'aime pas.
- Quentin : fils d'Agnès et demi-frère de Simon
- Karine: cousine de Max et Lili et grande sœur de Nina (autre Nina) . Elle est très sportive et adore les chats .
- Nina : cousine de Max et Lili, petite sœur de Karine. Elle a presque toujours son nounours avec elle. Max l'adore.
- Indira: camarade de classe de Max . Elle est indienne et de religion hindouiste.
- Sabine : camarade de classe de Lili. Son oncle l'a déshabillée en cachette et a fini en prison. Elle apparaît seulement dans le tome Lili a été suivie.
- Le boulanger : apparaît seulement dans Lili a été suivie. Lili y va régulièrement pour acheter son goûter avec son argent de poche.
- L'épicier Monsieur Cali : apparaît seulement dans Lili a été suivie. Lili se fait suivre par un jeune homme et se précipite dans le magasin de l'épicier. Il ramène Lili chez elle.
- La mère de Lucien : mère de Lucien, elle est très bavarde et raconte souvent sa vie (Lucien n'a pas de copains).
- Zigzou : amie de Lili. Dans La copine de Lili a une maladie grave, elle est malade du cancer. Elle apparaît très occasionnellement.
- Monsieur Guillebert : plombier, apparaît dans Max et Lili cherchent leur métier.
- Théo Denoyelle : ami collégien de Max et Lili. Il adore Pluche et Pompon.
- Serge : champion de ski et de surf, apparaît dans Max en a marre de sa sœur.
- Pablo : Père de Marlène qui l'a abandonné (La copine de Lili n'a pas de papa).
- Robert (autre) : Ami de Paul, il aide ce dernier à trouver un nouvel emploi quand il est au chômage.
- Tarzan : le chat de Marlène.
- Guillaume : Cultivateur de fruits et légumes de ville, apparaît dans Max et Lili décident de mieux manger.
- Benjamin : frère de Paul décédé dans un accident après avoir pris de la drogue.

## Publications
1. Lili ne veut pas se coucher, Paris, éditions Calligram, coll. « Ainsi va la vie », 5 octobre 1992 (ISBN 978-2-88445-036-2)
2. Max n'aime pas lire, Paris, éditions Calligram, coll. « Ainsi va la vie », janvier 1992, 43 p. (ISBN 978-2-88445-037-9)
3. Max est timide, Paris, éditions Calligram, coll. « Ainsi va la vie », janvier 1992, 43 p. (ISBN 978-2-88445-034-8)
4. Lili se dispute avec son frère, Paris, éditions Calligram, coll. « Ainsi va la vie », janvier 1992, 45 p. (ISBN 978-2-88445-035-5)
5. Les parents de Zoe divorcent, Paris, éditions Calligram, coll. « Ainsi va la vie », janvier 1993, 45 p. (ISBN 978-2-88445-060-7)
6. Max n'aime pas l'école, Paris, éditions Calligram, coll. « Ainsi va la vie », janvier 1993, 43 p. (ISBN 978-2-88445-061-4)
7. Lili est amoureuse, Paris, éditions Calligram, coll. « Ainsi va la vie », janvier 1993, 43 p. (ISBN 978-2-88445-062-1)
8. Max est fou de jeux vidéo, Paris, éditions Calligram, coll. « Ainsi va la vie », janvier 1993, 45 p. (ISBN 978-2-88445-063-8)
9. Lili découvre sa mamie, Paris, éditions Calligram, coll. « Ainsi va la vie », janvier 1993, 45 p. (ISBN 978-2-88445-105-5)
10. Max va à l'hôpital, Paris, éditions Calligram, coll. « Ainsi va la vie », janvier 1993, 45 p. (ISBN 978-2-88445-106-2)
11. Lili n'aime que les frites, Paris, éditions Calligram, coll. « Ainsi va la vie », janvier 1993, 45 p. (ISBN 978-2-88445-107-9)
12. Max raconte des bobards, Paris, éditions Calligram, coll. « Ainsi va la vie », janvier 1993, 45 p. (ISBN 978-2-88445-108-6)
13. Max part en classe verte, Paris, éditions Calligram, coll. « Ainsi va la vie », janvier 1994, 45 p. (ISBN 978-2-88445-148-2)
14. Lili est fâchée avec sa copine, Paris, éditions Calligram, coll. « Ainsi va la vie », janvier 1994, 45 p. (ISBN 978-2-88445-149-9)
15. Max a triché, Paris, éditions Calligram, coll. « Ainsi va la vie », janvier 1994, 45 p. (ISBN 978-2-88445-150-5)
16. Lili a été suivie, Paris, éditions Calligram, coll. « Ainsi va la vie », janvier 1994, 1re éd., 45 p. (ISBN 978-2-88445-151-2)
17. Max et Lili ont peur, Paris, éditions Calligram, coll. « Ainsi va la vie », janvier 1994, 45 p. (ISBN 978-2-88445-189-5)
18. Max et Lili ont volé des bonbons, Paris, éditions Calligram, coll. « Ainsi va la vie », janvier 1994, 45 p. (ISBN 978-2-88445-190-1)
19. Grand-père est mort, Paris, éditions Calligram, coll. « Ainsi va la vie », janvier 1994, 45 p. (ISBN 978-2-88445-191-8)
20. Lili est désordre, Paris, éditions Calligram, coll. « Ainsi va la vie », janvier 1994, 45 p. (ISBN 978-2-88445-192-5)
21. Max a la passion du foot, Paris, éditions Calligram, coll. « Ainsi va la vie », mars 1995, 45 p. (ISBN 978-2-88445-248-9)
22. Lili veut choisir ses habits, Paris, éditions Calligram, coll. « Ainsi va la vie », mars 1995, 45 p. (ISBN 978-2-88445-247-2)
23. Lili veut protéger la nature, Paris, éditions Calligram, coll. « Ainsi va la vie », novembre 1995, 45 p. (ISBN 978-2-88445-249-6)
24. Max et Koffi sont copains, Paris, éditions Calligram, coll. « Ainsi va la vie », novembre 1995, 45 p. (ISBN 978-2-88445-250-2)
25. Lili veut un petit chat, Paris, éditions Calligram, coll. « Ainsi va la vie », novembre 1995, 45 p. (ISBN 978-2-88445-300-4)
26. Les parents de Max et Lili se disputent, Paris, éditions Calligram, coll. « Ainsi va la vie », novembre 1995, 45 p. (ISBN 978-2-88445-301-1)
27. Nina a été adoptée, Paris, éditions Calligram, coll. « Ainsi va la vie », mars 1996, 45 p. (ISBN 978-2-88445-313-4)
28. Max est jaloux, Paris, éditions Calligram, coll. « Ainsi va la vie », mars 1996, 45 p. (ISBN 978-2-88445-314-1)
29. Max est maladroit, Paris, éditions Calligram, coll. « Ainsi va la vie », septembre 1996, 45 p. (ISBN 978-2-88445-324-0)
30. Lili veut de l'argent de poche, Paris, éditions Calligram, coll. « Ainsi va la vie », septembre 1996, 45 p. (ISBN 978-2-88445-325-7)
31. Max veut se faire des amis, Paris, éditions Calligram, coll. « Ainsi va la vie », septembre 1996, 45 p. (ISBN 978-2-88445-326-4)
32. Emilie a déménagé, Paris, éditions Calligram, coll. « Ainsi va la vie », septembre 1996, 45 p. (ISBN 978-2-88445-327-1)
33. Lili ne veut plus aller à la piscine, Paris, éditions Calligram, coll. « Ainsi va la vie », avril 1997, 45 p. (ISBN 978-2-88445-356-1)
34. Max se bagarre, Paris, éditions Calligram, coll. « Ainsi va la vie », avril 1997, 45 p. (ISBN 978-2-88445-357-8)
35. Max et Lili se sont perdus, Paris, éditions Calligram, coll. « Ainsi va la vie », septembre 1997, 45 p. (ISBN 978-2-88445-373-8)
36. Jérémy est maltraité, Paris, éditions Calligram, coll. « Ainsi va la vie », septembre 1997, 45 p. (ISBN 978-2-88445-374-5)
37. Lili se trouve moche, Paris, éditions Calligram, coll. « Ainsi va la vie », septembre 1997, 45 p. (ISBN 978-2-88445-375-2)
38. Max est racketté, Paris, éditions Calligram, coll. « Ainsi va la vie », septembre 1997, 45 p. (ISBN 978-2-88445-376-9)
39. Max n'aime pas perdre, Paris, éditions Calligram, coll. « Ainsi va la vie », mars 1998, 46 p. (ISBN 978-2-88445-400-1)
40. Max a une amoureuse, Paris, éditions Calligram, coll. « Ainsi va la vie », mars 1998, 1re éd., 46 p. (ISBN 978-2-88445-401-8)
41. Lili est malpolie, Paris, éditions Calligram, coll. « Ainsi va la vie », septembre 1998, 45 p. (ISBN 978-2-88445-423-0)
42. Max et Lili veulent des câlins, Paris, éditions Calligram, coll. « Ainsi va la vie », septembre 1998, 45 p. (ISBN 978-2-88445-424-7)
43. Le père de Max et Lili est au chômage, Paris, éditions Calligram, coll. « Ainsi va la vie », septembre 1998, 45 p. (ISBN 978-2-88445-425-4)
44. Alex est handicapé, Paris, éditions Calligram, coll. « Ainsi va la vie », septembre 1998, 45 p. (ISBN 978-2-88445-426-1)
45. Max est casse-cou, Paris, éditions Calligram, coll. « Ainsi va la vie », janvier 1999, 45 p. (ISBN 978-2-88445-467-4)
46. Lili regarde trop la télé, Paris, éditions Calligram, coll. « Ainsi va la vie », janvier 1999, 45 p. (ISBN 978-2-88445-468-1)
47. Max est dans la lune, Paris, éditions Calligram, coll. « Ainsi va la vie », aout 1999, 47 p. (ISBN 978-2-88445-493-3)
48. Lili se fait toujours gronder, Paris, éditions Calligram, coll. « Ainsi va la vie », aout 1999, 45 p. (ISBN 978-2-88445-494-0)
49. Max adore jouer, Paris, éditions Calligram, coll. « Ainsi va la vie », novembre 1999, 45 p. (ISBN 978-2-88445-495-7)
50. Max et Lili veulent tout savoir sur les bébés, Paris, éditions Calligram, coll. « Ainsi va la vie », novembre 1999, 45 p. (ISBN 978-2-88445-492-6)
51. Lucien n'a pas de copains, Paris, éditions Calligram, coll. « Ainsi va la vie », février 2000, 45 p. (ISBN 978-2-88445-529-9)
52. Lili a peur des contrôles, Paris, éditions Calligram, coll. « Ainsi va la vie », février 2000, 46 p. (ISBN 978-2-88445-530-5)
53. Max et Lili veulent tout tout de suite, Paris, éditions Calligram, coll. « Ainsi va la vie », novembre 2000, 45 p. (ISBN 978-2-88445-558-9)
54. Max embête les filles, Paris, éditions Calligram, coll. « Ainsi va la vie », novembre 2000, 45 p. (ISBN 978-2-88445-559-6)
55. Lili va chez la psy, Paris, éditions Calligram, coll. « Ainsi va la vie », avril 2001, 45 p. (ISBN 978-2-88445-574-9)
56. Max ne veut pas se laver, Paris, éditions Calligram, coll. « Ainsi va la vie », avril 2001, 45 p. (ISBN 978-2-88445-575-6)
57. Lili trouve sa maitresse méchante, Paris, éditions Calligram, coll. « Ainsi va la .ie », avril 2001, 45 p. (ISBN 978-2-88445-584-8)
58. Max et Lili sont malades, Paris, éditions Calligram, coll. « Ainsi va la vie », octobre 2001, 45 p. (ISBN 978-2-88445-585-5)
59. Max fait pipi au lit, Paris, éditions Calligram, coll. « Ainsi va la vie », mars 2002, 45 p. (ISBN 978-2-88480-010-5)
60. Lili fait des cauchemars, Paris, éditions Calligram, coll. « Ainsi va la vie », mars 2002, 45 p. (ISBN 978-2-88480-011-2)
61. Le cousin de Max et Lili se drogue, Paris, éditions Calligram, coll. « Ainsi va la vie », octobre 2002, 45 p. (ISBN 978-2-88480-022-8)
62. Max et Lili ne font pas leurs devoirs, Paris, éditions Calligram, coll. « Ainsi va la vie », octobre 2002, 45 p. (ISBN 978-2-88480-023-5)
63. Max va à la pêche avec son père, Paris, éditions Calligram, coll. « Ainsi va la vie », mars 2003, 45 p. (ISBN 978-2-88480-040-2)
64. Marlène grignote tout le temps, Paris, éditions Calligram, coll. « Ainsi va la vie », mars 2003, 45 p. (ISBN 978-2-88480-041-9)
65. Lili veut être une star, Paris, éditions Calligram, coll. « Ainsi va la vie », octobre 2003, 48 p. (ISBN 978-2-88480-046-4)
66. La copine de Lili a une maladie grave, Paris, éditions Calligram, coll. « Ainsi va la vie », octobre 2003, 48 p. (ISBN 978-2-88480-047-1)
67. Max se fait insulter à la récré, Paris, éditions Calligram, coll. « Ainsi va la vie », mars 2004, 46 p. (ISBN 978-2-88480-066-2)
68. La maison de Max et Lili a été cambriolée, Paris, éditions Calligram, coll. « Ainsi va la vie », mars 2004, 45 p. (ISBN 978-2-88480-067-9)
69. Lili veut faire une boum, Paris, éditions Calligram, coll. « Ainsi va la vie », septembre 2004, 45 p. (ISBN 978-2-88480-098-3)
70. Max n'en fait qu'à sa tête, Paris, éditions Calligram, coll. « Ainsi va la vie », septembre 2004, 45 p. (ISBN 978-2-88480-099-0)
71. Le chien de Max et Lili est mort, Paris, éditions Calligram, coll. « Ainsi va la vie », mai 2005, 46 p. (ISBN 978-2-88480-150-8)
72. Simon a deux maisons, Paris, éditions Calligram, coll. « Ainsi va la vie », mai 2005, 45 p. (ISBN 978-2-88480-151-5)
73. Max veut être délégué de classe, Paris, éditions Calligram, coll. « Ainsi va la vie », aout 2005, 45 p. (ISBN 978-2-88480-206-2)
74. Max et Lili aident les enfants du monde, Paris, éditions Calligram, coll. « Ainsi va la vie », novembre 2005, 45 p. (ISBN 978-2-88480-207-9)
75. Lili se fait piéger sur internet, Paris, éditions Calligram, coll. « Ainsi va la vie », février 2006, 45 p. (ISBN 978-2-88480-252-9)
76. Emilie n'aime pas quand sa mère boit trop, Paris, éditions Calligram, coll. « Ainsi va la vie », mai 2006, 45 p. (ISBN 978-2-88480-253-6)
77. Max ne respecte rien, Paris, éditions Calligram, coll. « Ainsi va la vie », aout 2006, 45 p. (ISBN 978-2-88480-307-6)
78. Max aime les monstres, Paris, éditions Calligram, coll. « Ainsi va la vie », octobre 2006, 45 p. (ISBN 978-2-88480-321-2)
79. Lili ne veut plus se montrer toute nue, Paris, éditions Calligram, coll. « Ainsi va la vie », mars 2007, 45 p. (ISBN 978-2-88480-334-2)
80. Lili part en camp de vacances, Paris, éditions Calligram, coll. « Ainsi va la vie », mars 2007, 45 p. (ISBN 978-2-88480-335-9, OCLC 428094046)
81. Max se trouve nul, Paris, éditions Calligram, coll. « Ainsi va la vie », septembre 2007, 46 p. (ISBN 978-2-88480-362-5)
82. Max et Lili fêtent Noël en famille, Paris, éditions Calligram, coll. « Ainsi va la vie », novembre 2007, 46 p. (ISBN 978-2-88480-374-8)
83. Lili a un chagrin d'amour, Paris, éditions Calligram, coll. « Ainsi va la vie », février 2008, 45 p. (ISBN 978-2-88480-406-6)
84. Max trouve que c'est pas juste, Paris, éditions Calligram, coll. « Ainsi va la vie », juin 2008, 45 p. (ISBN 978-2-88480-420-2)
85. Max et Lili sont fans de marques, Paris, éditions Calligram, coll. « Ainsi va la vie », août 2008, 45 p. (ISBN 978-2-88480-437-0)
86. Max et Lili se posent des questions sur dieu, Paris, éditions Calligram, coll. « Ainsi va la vie », novembre 2008, 45 p. (ISBN 978-2-88480-473-8)
87. Max ne pense qu'au zizi, Paris, éditions Calligram, coll. « Ainsi va la vie », février 2009, 45 p. (ISBN 978-2-88480-483-7)
88. Lili fait sa commandante, Paris, éditions Calligram, coll. « Ainsi va la vie », mai 2009, 45 p. (ISBN 978-2-88480-513-1)
89. Max décide de faire des efforts, Paris, éditions Calligram, coll. « Ainsi va la vie », août 2009, 45 p. (ISBN 978-2-88480-531-5)
90. Lili a peur de la mort, Paris, éditions Calligram, coll. « Ainsi va la vie », octobre 2009, 45 p. (ISBN 978-2-88480-545-2)
91. Lili rêve d'être une femme, Paris, éditions Calligram, coll. « Ainsi va la vie », mars 2010, 45 p. (ISBN 978-2-88480-553-7)
92. Lili a la passion du cheval, Paris, éditions Calligram, coll. « Ainsi va la vie », mai 2010, 45 p. (ISBN 978-2-88480-561-2)
93. Max et Lili veulent éduquer leurs parents, Paris, éditions Calligram, coll. « Ainsi va la vie », août 2010, 45 p. (ISBN 978-2-88480-571-1)
94. Lili veut un téléphone portable, Paris, Calligram-C. Gallimard, coll. « Ainsi va la vie », octobre 2010, 45 p. (ISBN 978-2-88480-572-8)
95. Le tonton de Max et Lili est en prison, Paris, Calligram-Christian Gallimard, coll. « Ainsi va la vie », février 2011, 45 p. (ISBN 978-2-88480-581-0)
96. Max veut sauver les animaux, Paris, Calligram-Christian Gallimard, coll. « Ainsi va la vie », mai 2011, 45 p. (ISBN 978-2-88480-593-3)
97. Lili est stressée par la rentrée, Paris, Calligram-Christian Gallimard, coll. « Ainsi va la vie », août 2011, 45 p. (ISBN 978-2-88480-604-6)
98. Max et Lili veulent être gentils, Paris, Calligram-Christian Gallimard, coll. « Ainsi va la vie », octobre 2011, 45 p. (ISBN 978-2-88480-614-5)
99. Lili est harcelée à l'école, Paris, Calligram-Christian Gallimard, coll. « Ainsi va la vie », février 2012, 45 p. (ISBN 978-2-88480-620-6)
100. Max et Lili ont des pouvoirs magiques, Paris, Calligram-Christian Gallimard, coll. « Ainsi va la vie », septembre 2012, 45 p. (ISBN 978-2-88480-633-6)
101. Max boude, Paris, Calligram-Christian Gallimard, coll. « Ainsi va la vie », février 2013, 45 p. (ISBN 978-2-88480-634-3)
102. Max et Lili font du camping, Paris, Calligram-Christian Gallimard, coll. « Ainsi va la vie », mai 2013, 45 p. (ISBN 978-2-88480-653-4)
103. Max et Lili en ont marre de se dépêcher, Paris, Calligram-Christian Gallimard, coll. « Ainsi va la vie », août 2013, 45 p. (ISBN 978-2-88480-663-3)
104. Lili a trop honte, Paris, éditions Calligram, coll. « Ainsi va la vie », février 2014, 45 p. (ISBN 978-2-88480-671-8)
105. Lili invite une copine en vacances, Paris, Calligram, coll. « Ainsi va la vie », mai 2014, 45 p. (ISBN 978-2-88480-678-7)
106. Max et Lili veulent être populaires, Paris, coll. « Ainsi va la vie », août 2014, 45 p. (ISBN 978-2-88480-680-0)
107. Max et Lili trouvent leur cousin angoissé, Paris, éditions Calligram, coll. « Ainsi va la vie », février 2014, 45 p. (ISBN 978-2-88480-694-7)
108. Max et Lili vont chez Papy et Mamie, Paris, éditions Calligram, coll. « Ainsi va la vie », mai 2015, 45 p. (ISBN 978-2-88480-695-4)
109. Max et Lili ont peur des images violentes, Paris, Calligram, coll. « Ainsi va la vie », août 2015, 45 p. (ISBN 978-2-88480-707-4)
110. La copine de Lili n'a pas de papa, Paris, Calligram, coll. « Ainsi va la vie », février 2016, 45 p. (ISBN 978-2-88480-710-4)
111. Max se trouve trop petit, Paris, Calligram, coll. « Ainsi va la vie », mai 2016, 45 p. (ISBN 978-2-88480-711-1)
112. Max et Lili cherchent leur métier, Paris, Calligram, coll. « Ainsi va la vie », août 2016, 45 p. (ISBN 978-2-88480-712-8)
113. Max en a marre de sa sœur, Paris, éditions Calligram, coll. « Ainsi va la vie », février 2017, 45 p. (ISBN 978-2-88480-753-1)
114. Max et Lili décident de mieux manger, Paris, éditions Calligram, coll. « Ainsi va la vie », mai 2017, 45 p. (ISBN 978-2-88480-755-5)
115. Max et Lili ont du mal à se concentrer, Paris, éditions Calligram, coll. « Ainsi va la vie », août 2017, 45 p. (ISBN 978-2-88480-756-2)
116. La copine de Lili est en famille d'accueil, Paris, éditions Calligram, coll. « Ainsi va la vie », février 2018, 45 p. (ISBN 978-2-88480-781-4)
117. Max et Lili ont peur de pas parler en public, Paris, éditions Calligram, coll. « Ainsi va la vie », mai 2018, 45 p. (ISBN 978-2-88480-782-1)
118. Max et Lili veulent rester en vacances, Paris, éditions Calligram, coll. « Ainsi va la vie », août 2018, 45 p. (ISBN 978-2-88480-783-8)
119. Max et Lili disent que c'est pas de leur faute, Paris, éditions Calligram, coll. « Ainsi va la vie », février 2019, 45 p. (ISBN 978-2-88480-795-1)
120. Lili veut jouer au foot, Paris, éditions Calligram, coll. « Ainsi va la vie », mai 2019, 45 p. (ISBN 978-2-88480-797-5)
121. Les parents de Max et Lili sont accros au portable, Paris, éditions Calligram, coll. « Ainsi va la vie », août 2019, 45 p. (ISBN 978-2-88480-798-2)
122. Max et Lili ont peur du noir, Paris, éditions Calligram, coll. « Ainsi va la vie », février 2020, 45 p. (ISBN 978-2-88480-814-9)
123. Max se sent seul, Paris, éditions Calligram, coll. « Ainsi va la vie », mai 2020, 45 p. (ISBN 978-2-88480-819-4)
124. Max et Lili veulent soigner tout le monde, Paris, éditions Calligram, coll. « Ainsi va la vie », août 2020, 45 p. (ISBN 978-2-8848-0-820-0)
125. Max et Lili aiment trop rire, Paris, éditions Calligram, coll. « Ainsi va la vie », février 2021, 45 p. (ISBN 978-2-88480-824-8)
126. Max et Lili veulent se débrouiller seuls, Paris, éditions Calligram, coll. « Ainsi va la vie », mai 2021, 44 p. (ISBN 978-2-88480-825-5)
127. Max croit n'importe quoi, Paris, éditions Calligram, coll. « Ainsi va la vie », août 2021, 48 p. (ISBN 978-2-88480-826-2)
128. Max et Lili font les baby-sitters, Paris, éditions Calligram, coll. « Ainsi va la vie », février 2022, 48 p. (ISBN 978-2884808361)
129. Max et Lili se mettent au hip-pop, Paris, éditions Calligram, coll. « Ainsi va la vie », mai 2022, 48 p. (ISBN 978-2884808408)[2]
130. Max et Lili ont des copains réfugiés, Paris, éditions Calligram, coll. « Ainsi va la vie », septembre 2022, 48 p. (ISBN 978-2-88480-833-0)
131. Lili veut aider sa copine à réconcilier ses parents, Paris, éditions Calligram, coll. « Ainsi va la vie », février 2023, 48 p. (ISBN 978-2-88480-841-5)
132. Simon va avoir une demi-sœur, Paris, éditions Calligram, coll. « Ainsi va la vie », mai 2023, 48 p. (ISBN 978-2-88480-842-2)
133. Max et Lili se demandent s'ils sont intelligents, Paris, éditions Calligram, coll. « Ainsi va la vie », août 2023, 48 p. (ISBN 978-2-88480-846-0)
134. Max et Lili découvrent l'empathie, Paris, éditions Calligram, coll. « Ainsi va la vie », mars 2024, 48 p. (ISBN 978-2-88480-848-4)
135. Lili reprend confiance en elle, Paris, éditions Calligram, coll. « Ainsi va la vie », août 2024, 48 p. (ISBN 978-2-8848-0855-2)